# Boxe nos Jogos Pan-Americanos de 2023 - Até 51 kg masculino
A competição da categoria até 51 kg masculino  do boxe nos Jogos Pan-Americanos de 2023 em Santiago, Chile, foi realizada de 21 a 27 de outubro no Centro de Treinamento Olímpico. Um total de 18 boxeadores de 18 CONs competiram.
Os dois finalistas se classificaram aos Jogos Olímpicos de Verão de 2024 em Paris, França.

## Qualificação
Houve uma cota de 130 boxeadores para a competição (10 por categoria). O país-sede (Chile) recebeu vagas automáticas para todos os eventos. O restante das vagas foram concedidas através de diversos torneios qualificatórios. Todavia, o Comitê Olímpico Internacional decidiu posteriormente que a competição seria um evento de registro aberto, o que significava que um CON poderia inscrever um boxeador diretamente no torneio.

## Formato da competição
Como todos os eventos pan-americanos de boxe, a competição é um torneio direto de eliminação. Ambos os perdedores da semifinal recebem medalhas de bronze, então nenhum boxeador compete novamente após a primeira derrota. Os combates consistem em um sistema de pontuação em 3 rounds, onde o vencedor de cada round deve receber 10 pontos e o perdedor uma quantidade menor. Cinco juízes avaliam cada luta. O vencedor será o boxeador que mais marcou no final da partida.

## Medalhistas
| Ouro   | DOM Junior Alcántara              |
| Prata  | BRA Michael Trindade              |
| Bronze | USA Roscoe Hill ARG Ramón Quiroga |

## Resultados
Os pugilistas se enfrentam em lutas eliminatórias até a definição dos medalhistas. Os perdedores das semifinais conquistam automaticamente as medalhas de bronze.
|  | Oitavas de final       | Oitavas de final       | Oitavas de final |  |  | Quartas de final          | Quartas de final          | Quartas de final     |   |                      | Semifinais           | Semifinais           | Semifinais |  |  | Final | Final | Final |
|  |                        |                        |                  |  |  |                           |                           |                      |   |                      |                      |                      |            |  |  |       |       |       |
|  |                        |                        |                  |  |  |                           |                           |                      |   |                      |                      |                      |            |  |  |       |       |       |
|  |                        |                        |                  |  |  | MEX Óscar Castañeda       | MEX Óscar Castañeda       | 0                    |   |                      |                      |                      |            |  |  |       |       |       |
|  | DOM Junior Alcántara   | DOM Junior Alcántara   | 5                |  |  | DOM Junior Alcántara      | DOM Junior Alcántara      | 3                    |   |                      |                      |                      |            |  |  |       |       |       |
|  | CAN Justin Parina      | CAN Justin Parina      | 0                |  |  |                           |                           |                      |   | DOM Junior Alcántara | DOM Junior Alcántara | 4                    |            |  |  |       |       |       |
|  | TTO Jaleel Jokhu       | TTO Jaleel Jokhu       |                  |  |  |                           | USA Roscoe Hill           | USA Roscoe Hill      | 1 |                      |                      |                      |            |  |  |       |       |       |
|  | COL Yuberjen Martínez  | COL Yuberjen Martínez  | RSC              |  |  | COL Yuberjen Martínez     | COL Yuberjen Martínez     | 1                    |   |                      |                      |                      |            |  |  |       |       |       |
|  | CUB Alejandro Claro    | CUB Alejandro Claro    | 2                |  |  | USA Roscoe Hill           | USA Roscoe Hill           | 4                    |   |                      |                      |                      |            |  |  |       |       |       |
|  | USA Roscoe Hill        | USA Roscoe Hill        | 3                |  |  |                           |                           |                      |   |                      | DOM Junior Alcántara | DOM Junior Alcántara | WO         |  |  |       |       |       |
|  | BRA Michael Trindade   | BRA Michael Trindade   | 5                |  |  |                           | BRA Michael Trindade      | BRA Michael Trindade |   |                      |                      |                      |            |  |  |       |       |       |
|  | EAI Hansell López      | EAI Hansell López      | 0                |  |  | BRA Michael Trindade      | BRA Michael Trindade      | 3                    |   |                      |                      |                      |            |  |  |       |       |       |
|  | VEN Keymberth González | VEN Keymberth González | 5                |  |  | VEN Keymberth González    | VEN Keymberth González    | 2                    |   |                      |                      |                      |            |  |  |       |       |       |
|  | BAR Jabali Breedy      | BAR Jabali Breedy      | 0                |  |  |                           |                           |                      |   | BRA Michael Trindade | BRA Michael Trindade | 4                    |            |  |  |       |       |       |
|  | ARG Ramón Quiroga      | ARG Ramón Quiroga      | 5                |  |  |                           | ARG Ramón Quiroga         | ARG Ramón Quiroga    | 1 |                      |                      |                      |            |  |  |       |       |       |
|  | CHI Héctor Tapia       | CHI Héctor Tapia       | 0                |  |  | ARG Ramón Quiroga         | ARG Ramón Quiroga         | 4                    |   |                      |                      |                      |            |  |  |       |       |       |
|  |                        |                        |                  |  |  | ECU Luis Fernando Delgado | ECU Luis Fernando Delgado | 1                    |   |                      |                      |                      |            |  |  |       |       |       |
|  |                        |                        |                  |  |  |                           |                           |                      |   |                      |                      |                      |            |  |  |       |       |       |